# سعدية كوباشي
سعدية كوباشي (بالعبرية: סעדיה כובשי) (مواليد 1904 - وفيات 1990) زعيم الطائفة اليهودية اليمنية في إسرائيل وأحد الموقعين على إعلان استقلال البلاد.